# Sergels torg

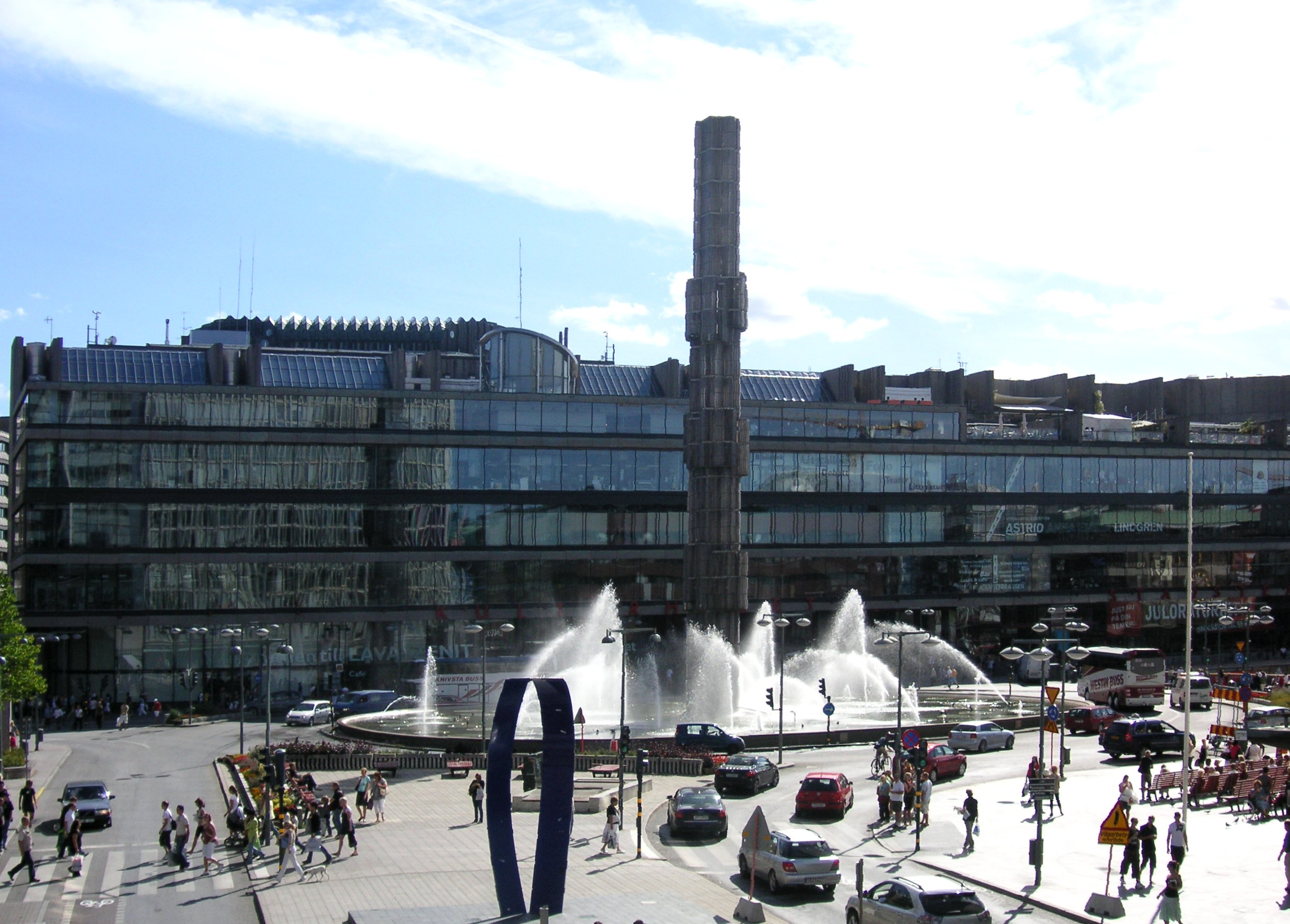
La Kulturhuset i el Kristallvertikalaccent, estiu del 2007.

La Sergels torg o Plattan és una plaça situada al centre d'Estocolm. La plaça deu el seu nom a l'escultor Johan Tobias Sergel (la proposta la feu Evert Taube). La part inferior de la plaça actual, que de vegades rep el nom de Plattan, es troba aproximadament deu metres per sota del nivell antic de la plaça, situat a la mateixa alçada que el Malmskillnadsbron a sobre del Hamngatan. La part inferior de la part occidental de la plaça està decorada amb un paviment blanc i negre en un dibuix triangular de grans dimensions.
La Plattan limita a l'oest amb el Drottninggatan; al nord amb el Klarabergsgatan, i la més meridional de les cinc Hötorgsskraporna i la Hötorgscity; al sud amb la Kulturhuset; i a l'est amb una rotonda on es troben el Klarabergsgatan, la Sveavägen i el Hamngatan. A la rotonda s'hi troba una font en forma de superel·lipse, una forma que l'artista i matemàtic danès Piet Hein, juntament amb l'arquitecte David Helldén, s'inventaren més o menys per aquesta ocasió. A la font hi ha l'escultura Kristallvertikalaccent, un disseny en vidre de l'escultor Edvin Öhrström.